# A Dose of Rock 'n' Roll
A Dose of Rock 'n' Roll' è un brano di Ringo Starr, scritto da Carl Groszman, che allora era sotto contratto della Ring'O Records. La canzone è stata inclusa nell'album Ringo's Rotogravure del 1976. Negli USA è stato pubblicato come singolo il 20 settembre dello stesso anno, con il numero di serie US Atlantic 45-3361; per la classifica Billboard Pop 100, il singolo è arrivato al ventiseiesimo posto, mentre per l'Adult contemporary al quarantaquattresimo, diventando così la prima hit di Starr con la Atlantic Records. Nel Regno Unito, il singolo, con il numero di serie UK Polydor 2001 694, è stato pubblicato il 15 ottobre.

## Formazione
- Ringo Starr: voce, batteria
- Peter Framton: chitarra
- Danny Kortchmar: chitarra
- Jessie Ed Davis: chitarra
- Mac Rebennack: tastiere
- Klaus Voorman: basso elettrico
- Jim Keltner: batteria
- Randy Brecker: tromba
- Alan Rubin: tromba
- Micheal Brecker: sassofono tenore
- George Young: sassofono tenore
- Louis Delgatto: sassofono baritono
- Melissa Manchester: cori
- Duitsch Helmer: cori
- Joe Bean: cori
- Vinie Poncia: cori[2]